# Толти (Тексас)
Толти (енгл. Talty) град је у америчкој савезној држави Тексас. По попису становништва из 2010. у њему је живело 1.535 становника.

## Демографија
Према попису становништва из 2010. у граду је живело 1.535 становника, што је 507 (49,3%) становника више него 2000. године.
| Група             | 2000.       | 2010.         |
| Белци             | 871 (84,7%) | 1.195 (77,9%) |
| Афроамериканци    | 59 (5,7%)   | 123 (8,0%)    |
| Азијати           | 3 (0,3%)    | 7 (0,5%)      |
| Хиспаноамериканци | 78 (7,6%)   | 161 (10,5%)   |
| Укупно            | 1.028       | 1.535         |